# جون ديكسون (سياسي)
جون ديكسون (بالإنجليزية: John Dickson)‏ هو محامي وسياسي أمريكي، ولد في 1 يونيو 1783 في كين في الولايات المتحدة، وتوفي في 22 فبراير 1852 في الولايات المتحدة. حزبياً، نشط في مناهضة الماسونية. وقد انتخب عضو مجلس النواب الأمريكي.